# Diane Delano
Diane Allie Delano (Los Angeles, 29 de janeiro de 1957 — Los Angeles, 13 de dezembro de 2024) foi uma atriz norte-americana. Foi conhecida por seus numerosos papéis no cinema e na televisão, como a Sargento Barbara Semanski na série televisiva Northern Exposure, transmitida pela rede CBS, e Roberta "Bobbi" Glass na série Popular, transmitida pelo canal The WB. Delano morreu no dia 13 de dezembro de 2024, aos 67 anos.

## Primeiros anos e educação
Delano nasceu em 29 de janeiro de 1957, em Los Angeles, Califórnia. É descendente de huguenotes e em sua linha patrilinear está Philippe de Lannoy (1602–1681), também conhecido como Philippe Delano, um emigrante valão de Leiden (hoje na Holanda), o primeiro huguenote a chegar na Colônia de New Plymouth, em 1622. Entre os descendentes de Philippe estão também os presidentes dos Estados Unidos Franklin Delano Roosevelt, Ulysses S. Grant e Calvin Coolidge. Diane se formou na Canoga Park High School em Canoga Park, um bairro da região do Vale de São Fernando, na Califórnia.[carece de fontes?]

## Carreira
Os papéis mais conhecidos de Delano talvez sejam Bobbi Glass e sua irmã gêmea, a enfermeira Jessi Glass, na série Popular, e Barbara, personagem recorrente de Northern Exposure. Ela apareceu mais recentemente no papel de Hilda, uma agente do FBI contratada para proteger Samy Brady, na soap opera Days of Our Lives. Também dublou a personagem Grande Barda em Batman: The Brave and the Bold. Antes disso, ela havia dado voz à super-heroína Pantha na série animada Teen Titans.

## Filmografia

### Filmes
| Ano  | Título                          | Papel                             | Notas |
| ---- | ------------------------------- | --------------------------------- | --- |
| 1983 | Heart Like a Wheel              | Irmã de Shirley                   | Filme biográfico dirigido por Jonathan Kaplan e baseado na vida da pilota de dragster Shirley Muldowney.                                                                            |
| 1986 | Ratboy                          | Aurora                            | Filme de drama dirigido e protagonizado por Sondra Locke. |
| 1988 | Miracle Mile                    | Comissária de bordo               | Filme de suspense pós-apocalíptico escrito e dirigido por Steve De Jarnatt. |
| 1992 | Sleepwalkers                    | Policial                          | Filme de terror dirigido por Mick Garris. |
| 1994 | The River Wild                  | Guarda                            | Filme de aventura e thriller criminal dirigido por Curtis Hanson. |
| 1998 | The Thin Pink Line              | Sgt. Dot Jenkins                  | Mocumentário dirigido por Joe Dietl e Michael Irpino. |
| 2000 | Highway 395                     | Violet                            | Filme de ação policial dirigido e protagonizado por Fred Dryer. |
| 2001 | The Theory of the Leisure Class | Curandeira psíquica               | Filme de mistério e drama policial dirigido e co-escrito por Gabriel Bologna. |
| 2002 | Out of These Rooms              | Claudette                         | Escrito e dirigido por Harri James. |
| 2003 | A Mighty Wind                   | Bruxa #2                          | Mocumentário de comédia dirigido, co-escrito e com música de Christopher Guest. |
| 2003 | Jeepers Creepers 2              | Betty Borman, motorista do ônibus | Filme de terror escrito e dirigido por Victor Salva. |
| 2004 | The Ladykillers                 | Mountain Girl                     | - Filme de suspense e comédia de humor negro dirigido pelos Irmãos Coen. - O roteiro dos Coen foi inspirado no longa-metragem britânico homônimo de 1955, escrito por William Rose. |
| 2006 | Midnight Clear                  | Trudy                             | Filme de drama dirigido por Dallas Jenkins. |
| 2006 | The Wicker Man                  | Irmã Beech                        | - Filme de terror escrito e dirigido por Neil LaBute. - Refilmagem do clássico cult britânico homônimo lançado em 1973.                                                             |
| 2006 | Surf School                     | Tillie                            | Filme de comédia esportiva escrito e dirigido por Joel Silverman. |
| 2008 | Choose Connor                   | Lara Connor                       | Filme de drama dirigido por Lucas Elliot Eberl. |
| 2010 | Scooby-Doo! Abracadabra-Doo     | Ms. Alma Rumblebuns (voz)         | Filme de animação dirigido por Spike Brandt e Tony Cervone e lançado diretamente em vídeo.                                                                                          |
| 2012 | Dark Star Hollow                | Despachante da Estação Ranger     | Pré-produção |

### Televisão
| Ano        | Título                              | Papel                            | Notas                                                                     |
| ---------- | ----------------------------------- | -------------------------------- | ------------------------------------------------------------------------- |
| 1983       | St. Elsewhere                       | Nurse                            | Episódio: "The Count"                                                     |
| 1986       | Stark: Mirror Image                 | Simone Lubchansky                | Telefilme                                                                 |
| 1987       | Scarecrow and Mrs. King             | Empregada                        | Episódio: "All That Glitters"                                             |
| 1987       | L.A. Law                            | Rhonda Vasek                     | 6 episódios                                                               |
| 1988       | Growing Pains                       | Sonya Olsen                      | Episódio: "Fool for Love"                                                 |
| 1988       | Hunter                              | Motorista de fuga                | Episódio: "Honorable Profession"                                          |
| 1989       | Perfect Strangers                   | Flame                            | Episódio: "That Old Gang of Mine"                                         |
| 1989       | Falcon Crest                        | Delegada Marcia Moore            | Episódio: "Missing Links"                                                 |
| 1989       | Matlock                             | Dodo, a Palhaça                  | Episódio: "The Clown"                                                     |
| 1989       | Major Dad                           | Marty                            | Episódio: "Jane Wayne Day"                                                |
| 1989       | Thirtysomething                     | Isabel                           | Episódio: "New Baby"                                                      |
| 1989       | Doogie Howser, M.D.                 | Senhorita McCormick              | Episódio: "Every Dog as His Doogie"                                       |
| 1990       | The Great American Sex Scandal      |                                  | Telefilme                                                                 |
| 1990       | Who's the Boss?                     | Bev                              | Episódio: "Micelli's Marauders"                                           |
| 1990       | Cop Rock                            | Cop                              | Episódio: "Marital Blitz"                                                 |
| 1991       | Quantum Leap                        | Prostituta #2                    | Episódio: "Southern Comforts"                                             |
| 1991       | Acting Sheriff                      | Delegada Judith Mahoney          | Episódio piloto                                                           |
| 1991–1995  | Northern Exposure                   | Sargento Barbara Semanski        | 12 episódios                                                              |
| 1992       | Rachel Gunn, R.N.                   | Xerife                           | Episódio: "The Pet Peeve"                                                 |
| 1992       | Married... with Children            | Gladys                           | Episódio: "Al on the Rocks"                                               |
| 1992       | Wild Card                           |                                  | Telefilme                                                                 |
| 1993       | Bakersfield P.D.                    | Jessie Preston                   | Episódio: "The Snake Charmer"                                             |
| 1993       | Hearts Afire                        | Doris                            | Episódio: "Moonlighting"                                                  |
| 1994       | Coach                               | Betsy                            | Episódio: "Jailbirds"                                                     |
| 1994       | Step by Step                        | Policial                         | Episódio: "Something Wild"                                                |
| 1995       | Platypus Man                        | Bernice                          | Episódio: "The Crush"                                                     |
| 1995       | Pig Sty                             | Freddi                           | Episódio: "Nightmare in 15C"                                              |
| 1995       | Unhappily Ever After                | Vic                              | Episódio: "Rocky VI"                                                      |
| 1995       | Misery Loves Company                | Melanie                          | Episódio: "Uneasy Rider"                                                  |
| 1996       | AAAHH!!! Real Monsters              | Cindy (voz)                      | Episódio: "Monster Blues"                                                 |
| 1996       | Renegade                            | Juíza Crescia                    | Episódio: "Stationary Target"                                             |
| 1996       | Step by Step                        | Policial feminina                | Episódio: "Torn Between Two Mothers"                                      |
| 1997       | Goode Behavior                      | Debbie Caruthers                 | Episódio: "The Goode, the Bad, and the Willie"                            |
| 1997       | The Single Guy                      | Chefe do cassino                 | Episódio: "Vegas Finale"                                                  |
| 1997       | Meego                               | Judith                           | Episódio: "Fatal Attraction"                                              |
| 1997       | Rugrats                             | Naomi (voz)                      | Episódio: "Crime and Punishment/Baby Maybe"                               |
| 1997       | ER                                  | Delores                          | Episódio: "Fortune's Fools"                                               |
| 1998       | Addams Family Reunion               | Delores Adams                    | Diretamente em vídeo                                                      |
| 1998       | The Eddie Files                     | Betty Lou                        | Episódio: "Ratios: The Lonesome Pine"                                     |
| 1998       | New Addams Family                   | Ginger                           | Episódio: "Uncle Fester's Toupee"                                         |
| 1998       | Superman                            | Stompa (voz)                     | Episódio: "Little Girl Lost: Part 1" Episódio: "Little Girl Lost: Part 2" |
| 1999       | Dharma & Greg                       | Lina                             | Episódio: "Dharma and the Horse She Rode in On"                           |
| 1999       | 3rd Rock from the Sun               | Lorraine                         | Episódio: "Paranoid Dick"                                                 |
| 1999       | Silk Hope                           | Linda                            | Telefilme                                                                 |
| 1999       | 100 Deeds for Eddie McDowd          | Brenda May                       | Episódio: "All Howls Eve"                                                 |
| 1999       | Saved by the Bell: The New Class    | Policial Barry                   | Episódio: "The Captain and Maria" Episódio: "Don't Follow the Leader"     |
| 1999–2001  | Popular                             | Roberta 'Bobbi' Glass            | 36 episódios                                                              |
| 2000       | Superman                            | Stompa (voz)                     | Episódio: "Legacy: Part 1" Episódio: "Legacy: Part II"                    |
| 2000       | Providence                          | B.J. Maximus                     | Episódio: "The Good Doctor"                                               |
| 2000       | The Michael Richards Show           | Guarda de segurança              | Episódio: "The Consultant"                                                |
| 2001       | The Angry Beavers                   | Locutora / Narxa (voz)           | Episódio: "All in the Colony/Line Duncing"                                |
| 2001       | The Ellen Show                      | Bunny Hopstetter                 | 6 episódios                                                               |
| 2002       | St. Sass                            | Senhorita Fester                 | Telefilme                                                                 |
| 2002       | The Brothers García                 | Garota alta                      | Episódio: "School Daze"                                                   |
| 2002       | The Division                        | Patti                            | Episódio: "Brave New World"                                               |
| 2002       | ER                                  | Stella Willis                    | 4 episódios                                                               |
| 2002       | One on One                          | Policial Esther Justice          | Episódio: "Give Me Some Credit"                                           |
| 2002       | Robbery Homicide Division           | Nicole                           | Episódio: "Had"                                                           |
| 2003       | A Painted House                     | Sra. Spruill                     | Telefilme                                                                 |
| 2004       | Six Feet Under                      | Teri                             | Episódio: "Terror Starts at Home"                                         |
| 2004       | Joan of Arcadia                     | Treinadora Carol Keady           | 4 episódios                                                               |
| 2005       | Quintuplets                         | Carmen                           | Episódio: "The Coconut Kapow"                                             |
| 2005       | Monk                                | Krystal, a motorista de caminhão | Episódio: "Mr. Monk Gets Stuck in Traffic"                                |
| 2005       | American Dragon: Jake Long          | Ophelia Ogelvy (voz)             | Episódio: "Fu Dog Takes a Walk"                                           |
| 2005       | Zoey 101                            | Enfermeira Krutcher              | Episódio: "The Play"                                                      |
| 2006       | Zoey 101                            | Enfermeira Krutcher              | Episódio: "Girls Will Be Boys"                                            |
| 2005       | Death to the Supermodels            | Merle                            | Diretamente em vídeo                                                      |
| 2006       | Teen Titans                         | Pantha (voz)                     | Episódio: "Calling All Titans" Episódio: "Titans Together"                |
| 2006       | Desperate Housewives                | Donna                            | Episódio: "Everybody Says Don't"                                          |
| 2006       | Dois Homens e Meio                  | Matrona da prisão                | Episódio: "Golly Moses, She's a Muffin"                                   |
| 2006       | Everwood                            | Mary                             | Episódio: "The Land of Confusion"                                         |
| 2007       | NCIS                                | Dee Dee Chesney                  | Episódio: "Dead Man Walking"                                              |
| 2007       | The War at Home                     | Professora de educação física    | Episódio: "The Graduate"                                                  |
| 2007       | Cold Case                           | Maggie Lafferty                  | Episódio: "Justice"                                                       |
| 2007       | American Dad!                       | (voz)                            | Episódio: "Black Mystery Month"                                           |
| 2008       | American Dad!                       | Supervisora (voz)                | Episódio: "The One That Got Away"                                         |
| 2008       | 'Til Death                          | Sammy                            | Episódio: "Sob Story"                                                     |
| 2008       | Ben 10: Alien Force                 | DNAlien #1 / Edna (voz)          | Episódio: "Max Out"                                                       |
| 2008       | According to Jim                    | Mo                               | Episódio: "Cabin Boys"                                                    |
| 2008–2009  | Days of Our Lives                   | Hilda Van Beno                   | 9 episódios                                                               |
| 2009       | Batman: The Brave and the Bold      | Grande Barda (voz)               | Episódio: "The Last Bat on Earth!"                                        |
| 2010       | Crafty                              | Leslie Lawford                   | Episódio: "Don't Tell Mom the Babysitter's Baked"                         |
| 2010       | Boa Sorte, Charlie!                 | Mad Dog                          | Episódio: "Charlie Is 1"                                                  |
| 2011       | Os Feiticeiros de Waverly Place     | Treinadora Penny                 | Episódio: "Everything's Rosie for Justin"                                 |
| 2012       | Young Justice: Invasion             | Devastation (voz)                | Episódio: "Beneath"                                                       |
| 2012       | The Middle                          | Policial                         | Episódio: "Year of the Hecks"                                             |
| 2013       | Mike & Molly                        | Isabelle                         | Episódio: "Molly Unleashed"                                               |
| 2015       | 100 Things to Do Before High School | Treinadora LeBeau                | 7 episódios                                                               |
| 2015       | 2 Broke Girls                       | Policial nova-iorquina na cadeia | 1 episódio                                                                |
| 2015, 2018 | K.C. Undercover                     | Regina Honey                     | Episódio: "Off The Grid" and "Take Me Out"                                |
| 2016       | General Hospital                    | Margarethe                       | Papel recorrente                                                          |

### Jogos eletrônicos
| Ano  | Título                 | Papel                              | Notas                                                     |
| ---- | ---------------------- | ---------------------------------- | --------------------------------------------------------- |
| 2013 | Dead Rising 3          | Sgt. Hilde Schmittendorf (voz)     | Jogo eletrônico beat 'em up survival horror mundo aberto. |
| 2018 | Lego DC Super-Villains | Vovó Bondade, Grande Barda, Stompa |                                                           |

### Obras citadas
- Miller, Cynthia J. (2012).  Chris Hansen, ed. Too Bold for the Box Office: The Mockumentary from Big Screen to Small (em inglês). Lanham, Maryland: Scarecrow Press. p. 224. ISBN 978-0810885189